# Гліб Святославич (князь смоленський)
Гліб Святославич (біля 1353 р. — 12 серпня 1399 р.) — великий князь смоленський у 1392—1396 рр., син великого князя смоленського Святослава Івановича. Від його нащадків пішли княжі роди — Жижемські, Шаховичі, Соломерецькі.

## Життєпис
У Мстиславській битві 1386 р. на річці Віхрі потрапив у полон до військ Великого князівства Литовського.
У 1389 році після невдалої спроби Вітовта оволодіти містом Вільно Гліб змушений був піти з Литви і шукати притулку у Тевтонського ордену. В 1391 р. Гліб Святославович був переданий разом з деякими іншими членами родини Вітовта магістрові Тевтонського ордену як заручники, але пізніше його звільнили.
1392 року був посаджений за підтримки Вітовта на велике княжіння у Смоленську. 1395 року Вітовт розпустив плітки, що нібито збирається йти військовим походом проти Тамерлана, але з'явився з посиленим литовським військом під стінами міста Смоленська, де князі Гліб Святославович та Юрій Святославич сперечалися між собою щодо права володіти Смоленським князівством. Гліб Святославович з боярами приїхав до литовського стану і був гостинно прийнятий Вітовтом, який заявив, що бажає бути посередником між князями і хотів би примирити їх. Юрій та Гліб довірилися Вітовту та пішли до литовського князя з усіма знатними боярами, так що у незачиненому Смоленську не залишилося жодного воєводи, на охороні міста не залишилось навіть варти. Щойно князі вступили у шатро Вітовта, останній оголосив їх своїми бранцями, і місто Смоленськ без зусиль було зайняте литовцями.
Після захоплення міста Смоленська в 1396 р. великим князем Вітовтом Гліб Святославович із власними дітьми (його син — князь Дмитро Глібович Смоленський) направлений був у Велике князівство Литовське, де він отримав уділ в місті Полонне на Волині. Загинув у битві з ординцями на березі річки Ворскли у 1399 р.